# Утиче (Щучанський район)
У́тиче (рос. Утичье) — присілок у складі Щучанського району Курганської області, Росія. Входить до складу Піщанської сільської ради.
Населення — 201 особа (2010, 266 у 2002).
Національний склад станом на 2002 рік: росіяни — 99 %.